# Эрсог, Хуанма
Хуа́н Мануэ́ль «Хуанма» Эрсо́г Гонса́лес (исп. Juan Manuel "Juanma" Herzog González; родился 13 мая 2004, Санта-Крус-де-Тенерифе) — испанский футболист, центральный защитник клуба «Лас-Пальмас».

## Клубная карьера
Воспитанник академии «Лас-Пальмаса». Перед началом сезона 2023/24, после проведённых с первым составом клуба предсезонных сборов, был переведён в «Лас-Пальмас Атлетико». Дебютировал 10 сентября в домашнем матче Терсеры против «Тамарасейте», выйдя в стартовом составе. Впервые в заявку первой команды попал 12 августа на матч чемпионата против «Мальорки». Дебютировал 31 октября в гостевой игре первого раунда Кубка Испании с «Манакором», выйдя в стартовом составе. На профессиональном уровне дебютировал в матче 1/16 финала против «Тенерифе». В чемпионате дебютировал 13 января 2024 года в домашней игре с «Вильярреалом», выйдя в стартовом составе и забив гол с углового.